# Озера (Полтавская область)
Озера (укр. Озера) — село, Озерянский сельский совет, Кобелякский район, Полтавская область, Украина.
Код КОАТУУ — 5321885101. Население по переписи 2001 года составляло 1280 человек.
Является административным центром Озерянского сельского совета, в который, кроме того, входят сёла
Морозы,
Поводы и
Прощурады.

## Географическое положение
Село Озера находится в 7-и км от левого берега Каменского водохранилища.
На расстоянии в 2,5 км расположены сёла Прощурады и Солошино.
Около села несколько озёр, в том числе озеро Бутовского.

## Известные люди
- Земляная, Татьяна Евсеевна (1917—2000) — Герой Социалистического Труда.
- Николай Мужайло — Герой Советского Союза.

## Экономика
- Птице-товарная ферма.
- ООО «Искра».
- ООО «Аина».

## Объекты социальной сферы
- Детский сад «Ромашка».
- Школа.
- Дом культуры.

## Религия
- Введенский храм.